# 新疆艺术剧院
43°45′28″N 87°37′54″E / 43.75775°N 87.63159°E

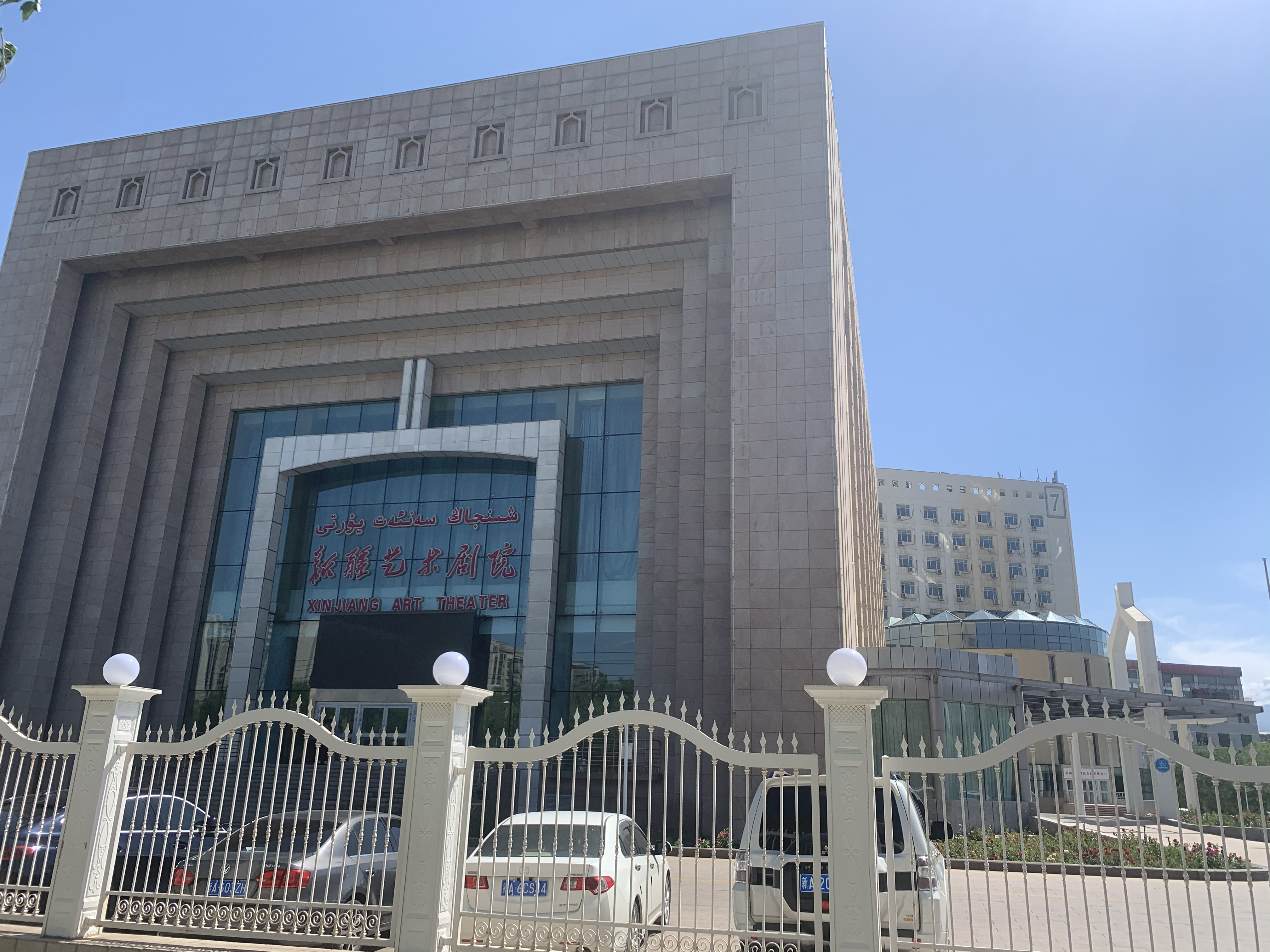
新疆艺术剧院

新疆艺术剧院，总部位于新疆维吾尔自治区乌鲁木齐市天山区延安路793号，是新疆地区最大的艺术剧院。

## 特色
新疆艺术剧院成立于2009年8月。剧院占地面积8万平方米，是集演出、排练、绘景、办公于一体的综合性剧院，其使用功能和建筑规模居中国西北第一。建成后的新疆艺术剧院将原新疆歌舞团、歌剧院、杂技团和话剧团纳入其中。

## 下辖

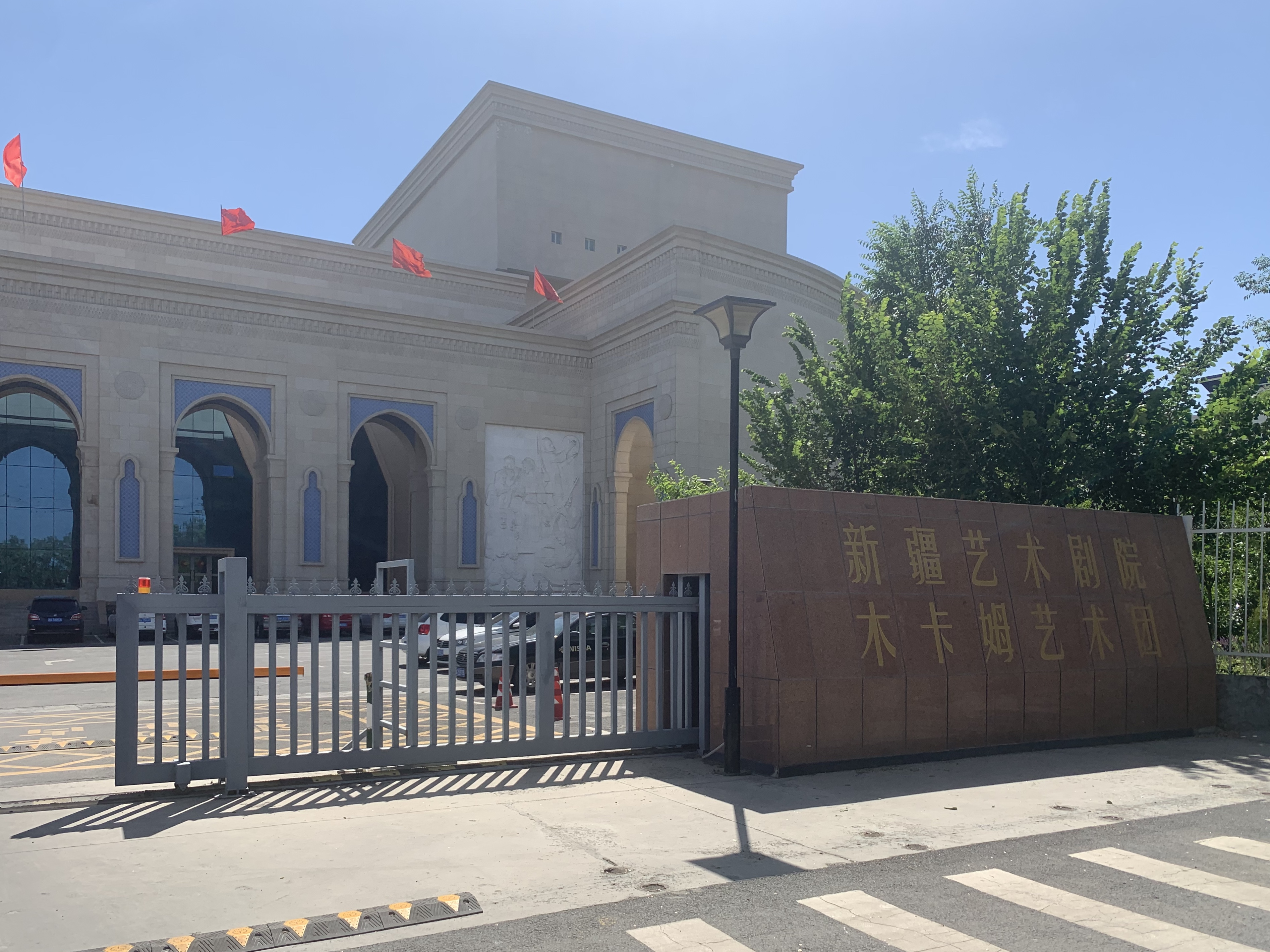
新疆艺术剧院木卡姆艺术剧团

新疆艺术剧院下辖六个剧团：
- 新疆艺术剧院歌舞团
- 新疆艺术剧院话剧团
- 新疆艺术剧院歌剧团
- 新疆艺术剧院杂技团
- 新疆艺术剧院木卡姆艺术剧团
- 新疆艺术剧院管弦乐团